# Gjøl
Gjøl er en lille by i Vendsyssel med 910 indbyggere  (2025), beliggende i Gjøl Sogn ved nordkysten af Limfjorden (se Gjøl Bredning), 20 kilometer nordvest for Aalborg. Byen hører til Jammerbugt Kommune og ligger i Region Nordjylland.

## Gjøl topografi
Gjøl var indtil 1930 en ø på cirka 4150 tdr.land. - svarende til knap 23 kvadratkilometer i Limfjorden. I 1919 blev Gjøl forbundet til naboøen Øland via en dæmning, og i 1940 blev Gjøl med omfattende dræning på et område nord for øen gjort landfast med Vendsyssel. 1. februar 1901 var der 42 gårde og 110 huse på Gjøl, og der boede 803 mennesker. De fleste mennesker var beskæftiget med landbrug eller dertil hørende fag som for eksempel karl eller hyrde. Nogle kvinder blev i folketællingerne optalt som syerske. I de efterfølgende 30 år voksede antallet af fastboende på Gjøl til 1035 fordelt på 215 husstande. I samme periode fordelte beboerne sig på flere erhverv. Nogle specialiserede sig indenfor byggeri og blev murer, snedker eller smed. Andre forsøgte at klare sig som fiskere og nogle blev beskæftiget med handel i forretninger, i sparekassen eller med transport.

## Gjøl Historie
Gjøl hørte i mange år under Børglum Kloster. Efter reformationen blev øen kongelig ejendom, og øen blev senere en privat herregård. I slutningen af 1800-tallet var det meste af herregårdens jord solgt fra til forskellige bønder, og hoveriet var ophævet. I 1895 blev øen beregnet til at omfatte 4150 tønder land jord. På en fjerdedel var der rug, hvede, byg og havre, og så dyrkede bønderne kartofler og roer. 522 tønder land jord var lagt ud til afgræsning, og så var der en del til haver, skov, stengærde, veje og hede. 34 bønder havde deres egen gård. Der var seks fæstebønder og 102 huse med lidt jord og 11 huse uden jord. På øen var der 198 heste, 682 køer, 711 får, 554 svin og et stort antal høns.
I 1895 var der på Gjøl 529 mennesker på som levede af jordbrug, 75 levede af fiskeri med 12 fiskerbåde, 78 levede af industri, 18 af handel, 75 af forskellige daglejerjob. 16 kunne klare sig for opsparede penge og 26 var på fattighjælp. Den tidligere godsejer på Birkumgård C. Joh. Bruuns og hans kone Cecilia Kjellerup Bruun havde oprettet en fribolig for fire trængende familier i et hus, som kom til at hedde Legathuset. Legathuset eksisterede indtil 1979, da det blev nedlagt som bolig og indrettet som lokalhistorisk arkiv.
Birkumgaard tilhørte i perioden 1465-1496 Børglum Kloster og blev ved reformationen i 1536 overdraget til den danske konge, der i 1669 gav den til Oberst Jokum v. Dibbern, der 1670 overdrog den til sin hustru Fru Gese i erstatning for hans gæld, som hun havde påtaget sig. I 1704 tilhørte den Eva Marie Jepsen, sl. Johan Hasses, der 1713 solgte den med meget andet gods (130 Td. Hrtk.) for 8000 Rd. til Niels Larsen Bjerregaard i Aalborg, hvis søn borgmester, Dr. jur. Laurids B. mistede den i 1759, idet hans kreditorer ved auktion solgte den for 14,610 Rd. til krigsråd Jens Gleerup til Rødslet. 1813 ejedes den af Justitsråd Espen Bruun til Villerup, † 1829, derefter af Enken Kasse Marie Zeuthen, † 1843, der solgte den 1832 til Sønnen C. J. Bruun, † 1876; efter enken Cecilie Kjellerups Død solgtes den 1881 uden godset (der forbeholdtes dødsboet) for 295,800 Kr. til N. W. Kjellerup, der solgte den 1899 for 157,000 Kr. til Honnens de Lichtenberg. Hovedbygningen er opført 1851 af grundmur og består af tre fløje i et plan med et ekstra plan i husets midterste fløj.
I en lystskov ved haven ligger et gravkapel, opført 1862 i gotisk stil. I kapellet ligger de tidligere ejere af Birkumgård C. J. Bruun og Cecilie Kjellerup.(Kilde: Trap Danmark, 3. udgave 1895).

## Havnen er et mødested
Havnen var og er et af de faste mødesteder for byens borgere. Her ankom GØL-båden fra 1908-1940 hver dag med friske varer fra Aalborg, og i mange år var havnen en fælles arbejdsplads, hvor fiskere mødtes for at hjælpe hinanden med pæle, ruser, garn og både. Øens beboere rundede ofte havnen for at se, om der var friske fisk til middagen, og nu runder mange gjølboere havnen for at se på vandet og vejret. Nogle skal lige vurdere, om vejret egner sig til en ro-tur, eller om der kan surfes.

## Turisme
Gjøl har lagt navn til gjøl-troldene, som blev skabt i byen. Den er ligeledes kendt for pølsefabrikken, Gøl Pølser, som blev startet på Gjøl, og senere flyttede til Svenstrup ved Aalborg.
På havnen ligger Gjøl kro, der blev genopbygget i 1901, den gamle kro fra 1851 brændte ned i efteråret 1900. Såvel kro som by spiller en rolle i Hans Kirks roman Fiskerne. Kirk fik inspirationen til romanen under et ophold på Gjøl, hvor han boede på kroen.